# Краљица (албум Снежане Ђуришић)
Краљица је седамнаести студијски албум певачице Снежане Ђуришић. Објављен је 1997. године у издању дискографских кућа ЗАМ и Discolux. 

## Песме на албуму
| Бр. | Песма               | Музика                    | Текст                     |
| --- | ------------------- | ------------------------- | ------------------------- |
| 1.  | Ти, она и ја        | Мића Николић              | Андријана Јовановић       |
| 2.  | Краљица             | Мића Николић              | Мики Јовичић              |
| 3.  | Девојко моја        | народна                   | народни                   |
| 4.  | Врати се још једном | Војислав Огњановић        | Војислав Огњановић        |
| 5.  | Једна суза          | Милан Матијашевић         | Милан Матијашевић         |
| 6.  | Шта да кажем људима | Миша Мијатовић            | Весна Петковић            |
| 7.  | Благујно дејче      | народна                   | народни                   |
| 8.  | Брижна мајка        | Мића Николић              | Миодраг Ж. Илић           |
| 9.  | Бисенија            | Миодраг Тодоровић Крњевац | Миодраг Тодоровић Крњевац |
| 10. | Већ година дана ево | Јозо Пенава               | Заим Имамовић             |
| 11. | Пластим суву траву  | Обрен Пјевовић            | Обрен Пјевовић            |

Аранжмани и оркестар: Мића Николић